# Пантелеиха
Пантелеиха — река на крайнем северо-востоке России, в Нижнеколымском районе Якутии.
Длина реки — 132 км. Площадь водосборного бассейна насчитывает 1630 км².
По данным государственного водного реестра России относится к Анадыро-Колымскому бассейновому округу. Код водного объекта — 19010400112119000073240.

## География
Берёт начало у южного подножия хребта Белая Стрелка на высоте около 200 метров над уровнем моря. Впадает в реку Колыма справа на расстоянии 120 км от устья. Недалеко от устья Пантелеихи расположен посёлок Черский.

## История названия
В районе современного посёлка в Колыму впадает река Пантелеиха, где, вероятно, находились родовые угодья юкагирских князцов Пантели и Корали.